# Мауер, Фёдор Михайлович
Фёдор Михайлович Мауер (Мауэр) (25.09.1897 — 23.06.1963) — советский ученый в области семеноводства, селекции, генетики и систематики хлопка, доктор биологических наук (1955), профессор (1956).

## Биография
Родился в Коканде. Сын архитектора Михаила Фёдоровича Мауэра.
Окончил Кокандское коммерческое училища (1914) и 3 курса Харьковского Ново-Алексеевского института сельского хозяйства и лесоводства. В 1918—1921 служил в РККА, после чего продолжил учёбу на 3-м курсе агрономического факультета Туркестанского (с 1923 Среднеазиатского) университета. С 1922 г. работал там же: ассистент, преподаватель, доцент.
Одновременно с 1923 вёл научно-исследовательскую работу по хлопчатнику на Туркестанской селекционной станции под руководством профессора Гавриила Семёновича Зайцева. С 1925 заведующий Контрольным отделом, с 1928 заместитель директора по научной части, с 1929 — временно исполняющий обязанности директора.
В марте 1931 г. арестован по делу о вредительстве в хлопковой промышленности и выслан на 5 лет в Закавказье для работы по специальности (реабилитирован в ноябре 1958).
В 1931—1950 сотрудник Закавказского хлопкового комитета, заведующий Отделом селекции египетского хлопка Закавказского и Азербайджанского научно-исследовательских институтов хлопководства и одновременно доцент кафедры селекции и генетики хлопчатника Азербайджанского сельскохозяйственного института. В этот период вывел несколько высокоурожайных сортов длинноволокнистого хлопка, в том числе вилтоустойчивых Ан-309, Ан-304, Ан-15, Ан-318.
С 1950 зав. лабораторией видообразования и систематики хлопка и других культур в Институте генетики и физиологии растений АН УзССР, одновременно доцент биолого-почвенного факультета САГУ.
С 1951 кандидат, с 1955 доктор биологических наук, с 1956 профессор. Читал лекции по селекции и семеноводству полевых культур, генетике (общий курс), генетике растений (частный курс), биологии развития растений, истории биогенетики, систематике и происхождению хлопчатника, происхождению и систематике культурных растений.
Автор опубликованной в 1954 г. монографии:
- Хлопчатник [Текст] / [Ред. коллегия: действ. чл. АН УзССР Т. З. Захидов и др.]. — Ташкент : Изд-во Акад. наук УзССР, 1954—1960. — 4 т.; 27 см. — (XXX лет УзССР/ Акад. наук Узбек. ССР. Институты: сельского хозяйства, ботаники, почвоведения. Всесоюз. ордена Ленина науч.-исслед. ин-т хлопководства СоюзНИХИ). Т. 1: Происхождение и систематика хлопчатника / Ф. М. Мауер. — 1954. — 384 с., 8 л. ил., карт. : ил., карт.

Умер в Ташкенте 23 июня 1963 года.